# جورج مورفي
جورج مورفي (بالإنجليزية: George Murphy)‏ مواليد 4 يوليو 1902 في نيو هيفن، الولايات المتحدة، وتُوفي في 3 مايو 1992، كان سياسي ومُمثل وراقص أمريكي، وكان رئيس نقابة ممثلي الشاشة 1944 - 1946، وكان عضو مجلس الشيوخ من عام 1965 إلى 1971 من كالفورنيا.

## روابط خارجية
- جورج مورفي على موقع IMDb (الإنجليزية)
- جورج مورفي على موقع الموسوعة البريطانية (الإنجليزية)
- جورج مورفي على موقع ألو سيني (الفرنسية)
- جورج مورفي على موقع ميوزك برينز (الإنجليزية)
- جورج مورفي على موقع تيرنر كلاسيك موفيز (الإنجليزية)
- جورج مورفي على موقع أول موفي (الإنجليزية)
- جورج مورفي على موقع قاعدة بيانات برودواي على الإنترنت (الإنجليزية)
- جورج مورفي على موقع قاعدة بيانات الأفلام السويدية (السويدية)
- جورج مورفي على موقع إن إن دي بي (الإنجليزية)
- جورج مورفي على موقع ديسكوغز (الإنجليزية)